# Α Стрільця
α Стрільця (α Sgr, Rukbat [ˈrʌkbæt]) — зоря в сузір'ї Стрільця.

## Властивості
α Стрільця — блакитна зоря головної послідовності класу B. Неозброєним оком вона не виглядає особливо яскравою на небі, її видима зоряна величина становить +3,97.
Ефективна температура зірки приблизно вдвічі перевищує температуру Сонця, і вона майже втричі масивніша, а світність у видимому діапазоні довжин хвиль приблизно в 117 разів перевищує сонячну. Виходячи з надмірного випромінювання інфрачервоного випромінювання, він може мати диск з уламками, подібно до Вега. Це спектроскопічно подвійна система. Дослідження всього неба ROSAT виявило, що α Стрільця випромінює надлишковий потік рентгенівського випромінювання, яке не очікується від зір цього спектрального класу. Найвірогідніше пояснення полягає в тому, що в рентгені випромінює супутник. 